# Benjamin Bigl
Benjamin Bigl (* 8. Oktober 1979 in Leipzig) ist ein deutscher Kommunikationswissenschaftler mit dem Schwerpunkt der Computerspielforschung.

## Leben
Bigl studierte von 2001 bis 2007 an der Universität Leipzig Kommunikations- und Medienwissenschaft, Journalistik sowie Mittlere und Neuere Geschichte. Er ist der Sohn des früheren Rektors der Universität Leipzig Volker Bigl.
Von 2009 bis 2018 war er als wissenschaftlicher Mitarbeiter am Institut für Kommunikations- und Medienwissenschaft in der Abteilung Empirische Kommunikationsforschung der Universität Leipzig tätig und promovierte dort 2014 über die Nutzung und Wirkung von Computerspielen. Von 2009 bis 2014 war er zugleich Assistent des geschäftsführenden Direktors des Instituts. Zwischen 2015 und 2018 war er Programmdirektor des Double-Degree-Masterprogramms Global Mass Communication/Journalism an der Universität Leipzig in Kooperation mit der Ohio University.
Von 2018 bis 2020 leitete er das Pilotprojekt „Medienpädagogisches Zentrum+“ (MPZ+) in Torgau (Landkreis Nordsachsen) zur Stärkung und Förderung außerschulischer Medienbildung und -kompetenz. Im Auftrag der Stadt Leipzig erstellte er zusammen mit Gabriele Hooffacker ebenfalls 2020 das erste wissenschaftliche Gutachten über den Games-Standort Sachsen. Derzeit koordiniert er an der Universität Münster ein DFG-Projekt zu kommunikativen Mitteln der barrierefreien Umfrageforschung.
Benjamin Bigl ist Mitglied der Deutschen Gesellschaft für Publizistik und Kommunikationswissenschaft und Vorsitzender des Zentrums für Wissenschaft und Forschung / Medien e.V.

## Publikationen (Auswahl)

### Monografien
- Game over? – was vom Spielen übrig bleibt. Empirische Studie zu assoziativen Transfereffekten zwischen Spiel- und Alltagswelt. AVM, München 2009, ISBN 978-3-89975-913-6.
- Virtuelle Computerspielwelten. Rezeption und Transfer in dynamisch-transaktionaler Perspektive. Herbert von Halem Verlag, Köln 2016, ISBN 978-3-86962-193-7.
- mit Markus Schubert: Medienkompetenz in Sachsen. Auf dem Weg zur digitalen Gesellschaft. Sächsische Landeszentrale für Politische Bildung, Dresden 2021.

### Herausgeberschaften
- mit Sebastian Stoppe: Playing with Virtuality. Theories and Methods of Computer Game Studies. Frankfurt am Main 2013, ISBN 978-3-631-64060-9.
- mit Markus Beiler: 100 Jahre Kommunikationswissenschaft in Deutschland. Von einem Spezialfach zur Integrationsdisziplin. UVK, Konstanz 2017, ISBN 978-3-86764-720-5.
- mit Gabriele Hooffacker: Science MashUp – Zukunft der Games. Leipziger Beiträge zur Computerspielekultur. Springer, Wiesbaden 2020, ISBN 978-3-658-31625-9.
- mit Gabriele Hooffacker: Science MashUp: XR – Gesellschaft – Utopien. Leipziger Beiträge zur Computerspielekultur. Springer, Wiesbaden 2022, ISBN 978-3-658-35530-2.
- mit Sebastian Stoppe: Game-Journalismus. Grundlagen – Themen – Spannungsfelder. Ein Handbuch. Wiesbaden 2023, ISBN 978-3-658-42615-6.